# Georg Friedrich

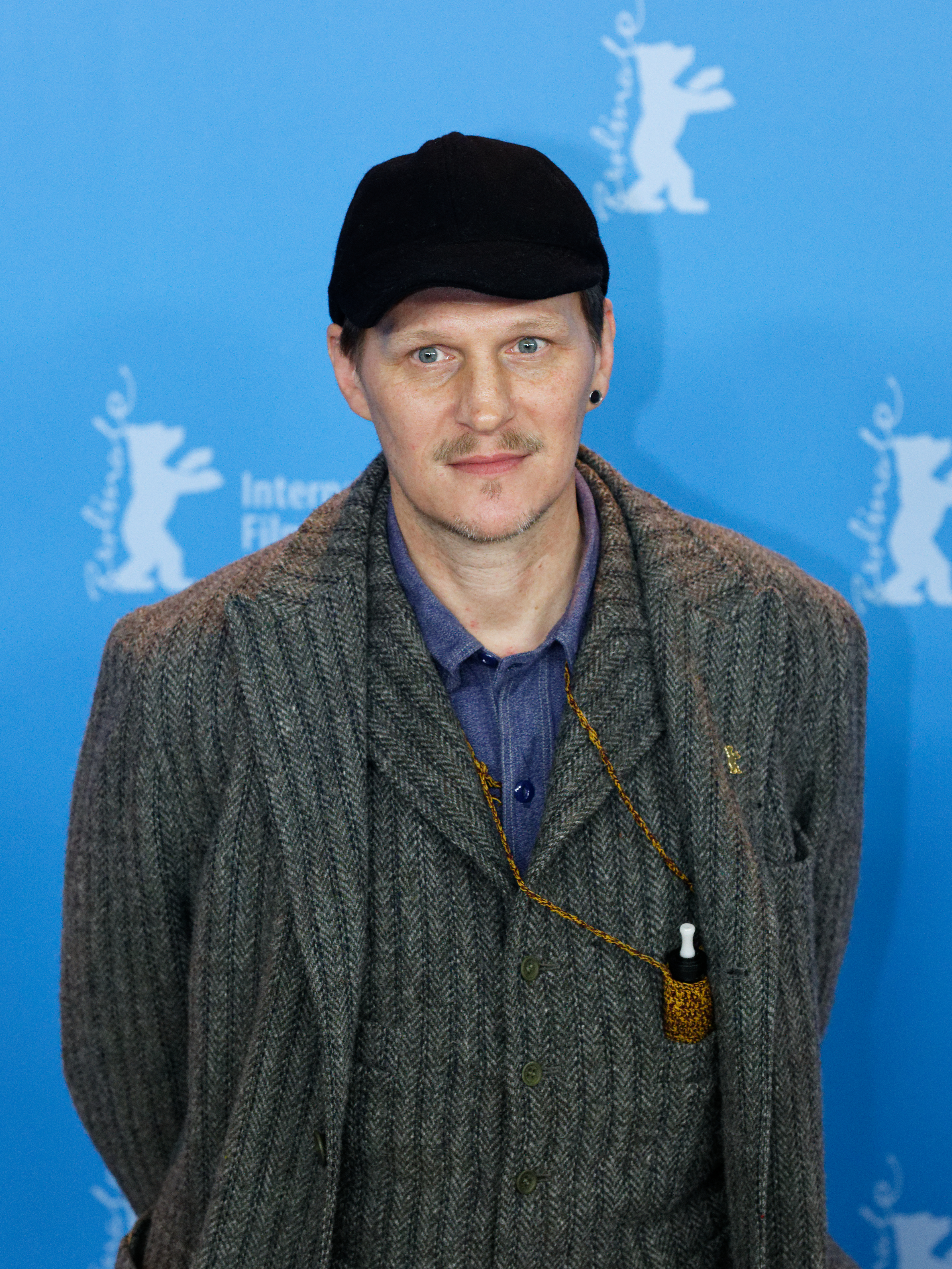
Georg Friedrich (2017)

Georg Friedrich (* 31. Oktober 1966 in Wien) ist ein österreichischer Filmschauspieler.

## Leben
Friedrich wurde in Wien als Sohn eines Managers und einer Hausfrau geboren und wuchs als jüngstes von drei Kindern in einem Villenvorort von Wien auf. Bereits als Kind wollte er Schauspieler werden.
Nach seiner Ausbildung zum Schauspieler von 1983 bis 1986 an der Wiener Schauspielschule Krauss wirkt Friedrich seit 1983 in zahlreichen hauptsächlich österreichischen Film- und Fernsehproduktionen mit. In den vergangenen Jahren trat er bei den Sommerfestspielen Perchtoldsdorf und der Berliner Volksbühne auch als Theaterschauspieler in Erscheinung. Auf der Berlinale wurde Georg Friedrich 2004 als Shooting Star ausgezeichnet. 2017 erhielt er für seine Vaterrolle in Thomas Arslans Film Helle Nächte den Silbernen Bären als bester Darsteller.

## Filmografie

### Kinofilme
- 1988: Ein Sohn aus gutem Hause – Regie: Karin Brandauer
- 1989: Der siebente Kontinent – Regie: Michael Haneke
- 1992: Kinder der Landstraße – Regie: Urs Egger
- 1994: 71 Fragmente einer Chronologie des Zufalls – Regie: Michael Haneke
- 1997: Blutrausch – Regie: Thomas Roth
- 1999: Nordrand – Regie: Barbara Albert
- 2000: Gelbe Kirschen – Regie: Leopold Lummerstorfer
- 2001: Hundstage – Regie: Ulrich Seidl
- 2001: Die Klavierspielerin – Regie: Michael Haneke
- 2003: Kaltfront – Regie: Valentin Hitz
- 2003: Wolfzeit – Regie: Michael Haneke
- 2003: Böse Zellen – Regie: Barbara Albert
- 2004: Hurensohn – Regie: Michael Sturminger
- 2004: Basta – Rotwein oder Totsein (auch C(r)ook genannt)
- 2004: Grauzone – Regie: Karl Bretschneider
- 2004: Nacktschnecken – Regie: Michael Glawogger
- 2004: Fräulein Phyllis – Regie: Clemens Schönborn
- 2004: Silentium – Regie – Wolfgang Murnberger
- 2004: Welcome Home – Regie: Andreas Gruber
- 2005: Fremde Haut – Regie: Angelina Maccarone
- 2005: Kabale und Liebe (2005) – Regie: Leander Haußmann
- 2005: Keller – Teenage Wasteland – Regie: Eva Urthaler
- 2005: Spiele Leben – Regie: Antonin Svoboda
- 2006: Klimt – Regie: Raúl Ruiz
- 2006: Knallhart – Regie: Detlev Buck
- 2006: Fallen – Regie: Barbara Albert
- 2007: Import Export – Regie: Ulrich Seidl
- 2007: Die Unerzogenen – Regie: Pia Marais
- 2007: Das wilde Leben – Regie: Achim Bornhak
- 2008: Nordwand – Regie: Philipp Stölzl
- 2009: Contact High – Regie: Michael Glawogger
- 2009: Parkour – Regie: Marc Rensing
- 2010: Im Alter von Ellen – Regie: Pia Marais
- 2011: Über uns das All – Regie: Jan Schomburg
- 2011: Mein bester Feind – Regie: Wolfgang Murnberger
- 2011: Sommer in Orange – Regie: Marcus H. Rosenmüller
- 2011: Atmen – Regie: Karl Markovics
- 2011: Faust – Regie: Alexander Sokurow
- 2012: Nachtlärm – Regie: Christoph Schaub
- 2012: Die Vermessung der Welt – Regie: Detlev Buck
- 2012: Annelie – Regie: Antej Farac
- 2013: Mein blindes Herz – Regie: Peter Brunner
- 2014: Stereo – Regie: Maximilian Erlenwein
- 2014: Über-Ich und Du – Regie: Benjamin Heisenberg
- 2014: Die Vampirschwestern 2 – Fledermäuse im Bauch – Regie: Wolfgang Groos
- 2015: Aloys – Regie: Tobias Nölle
- 2016: Marija – Regie: Michael Koch
- 2016: Wild – Regie: Nicolette Krebitz
- 2016: Hotel Rock’n’Roll – Regie: Michael Ostrowski, Helmut Köpping
- 2016: Der Hund begraben – Regie: Sebastian Stern
- 2017: Wilde Maus – Regie: Josef Hader
- 2017: Helle Nächte – Regie: Thomas Arslan
- 2018: Asphaltgorillas – Regie: Detlev Buck
- 2019: Kaviar – Regie: Elena Tikhonova
- 2020: Narziss und Goldmund – Regie: Stefan Ruzowitzky
- 2021: Große Freiheit – Regie: Sebastian Meise
- 2022: Rimini – Regie: Ulrich Seidl
- 2022: Schächten – Regie: Thomas Roth
- 2022: Sparta – Regie: Ulrich Seidl
- 2023: Sisi & Ich – Regie: Frauke Finsterwalder
- 2025: Fabula

### Fernsehfilme und -serien (Auswahl)
- 1983: Tatort – Mord in der U-Bahn
- 1984: Der Verschwender (Fernsehspiel) – Regie: Ernst Wolfram Marboe
- 1984: Die Försterbuben
- 1986: Tatort – Automord
- 1987: Tatort – Flucht in den Tod
- 1994: Der Salzbaron (Fernseh-Miniserie, 4 Folgen)
- 1996: Spiel des Lebens (Fernsehserie, Folge Liebe und Liebelei)
- 1996: Die Liebe des Ganoven
- 1997: Stockinger (Fernsehserie, Folge Tod in Saalbach)
- 1998–2002: Kommissar Rex (Fernsehserie, verschiedene Rollen, 2 Folgen)
- 1998: Opernball
- 1999: Tatort – Nie wieder Oper
- 2000: Die Verhaftung des Johann Nepomuk Nestroy
- 2000: Polt muss weinen
- 2001: Blumen für Polt
- 2003: Tatort – Leyla
- 2005: Kabale und Liebe
- 2006: König Otto
- 2007: Rumpelstilzchen
- 2009: Der kleine Mann (Fernsehserie, Folge Gnu for Two)
- 2010: Aufschneider (Fernsehzweiteiler)
- 2010: Frösche petzen nicht
- 2010: Tatort – Am Ende des Tages
- 2011: Föhnlage. Ein Alpenkrimi
- 2012: Polizeiruf 110 – Fieber
- 2015: Unter Verdacht (Fernsehreihe, Folge Ein Richter)
- 2016: Morgen hör ich auf (Fernseh-Miniserie, 4 Folgen)
- 2016: Pokerface – Oma zockt sie alle ab
- 2016: Winnetou – Der Mythos lebt (Fernsehdreiteiler)
- 2018: Nichts zu verlieren
- 2020: Freud (Fernsehserie)
- 2022: Buba
- 2024: Crooks (Fernsehserie)

## Hörspiele
- 2013: E. M. Cioran: Vom Nachteil, geboren zu sein – Regie: Kai Grehn (Hörspiel – SWR)

## Auszeichnungen
- Berlinale 2004: Österreichischer Shooting Star des europäischen Films
- Diagonale 2014: Großer Diagonale–Schauspielpreis für Verdienste um die österreichische Filmkultur[3]
- Berlinale 2017: Silberner Bär als bester Darsteller im Film Helle Nächte von Thomas Arslan
- Deutscher Filmpreis 2017: Beste männliche Nebenrolle für den Film Wild von Nicolette Krebitz
- Sarajevo Film Festival 2021: Auszeichnung als bester männlicher Darsteller für Große Freiheit[4][5]
- Österreichischer Filmpreis 2022: Bester männlicher Darsteller für Große Freiheit